# Landsbylægen
Landsbylægen er en dansk film fra 1961.
- Manuskript Bob Ramsing og Anker Sørensen.
- Instruktion Anker Sørensen.

Blandt de medvirkende kan nævnes:
- Ebbe Langberg
- Ghita Nørby
- Malene Schwartz
- Hanne Borchsenius
- Lone Hertz
- Johannes Meyer
- John Wittig
- Helge Kjærulff-Schmidt
- Grete Frische
- Knud Hallest
- Jørgen Buckhøj
- Valsø Holm
- Ego Brønnum-Jacobsen
- Inge Ketti
- Valdemar Skjerning
- Ebba Amfeldt